# Ґжебовільк (гміна Сенниця)
Ґжебовільк (пол. Grzebowilk) — село в Польщі, у гміні Сенниця Мінського повіту Мазовецького воєводства.
Населення — 493 особи (2011).
У 1975-1998 роках село належало до Седлецького воєводства.

## Демографія
Демографічна структура станом на 31 березня 2011 року:
|          | Загалом | Допрацездатний вік | Працездатний вік | Постпрацездатний вік |
| -------- | ------- | ------------------ | ---------------- | -------------------- |
| Чоловіки | 239     | 52                 | 164              | 23                   |
| Жінки    | 254     | 60                 | 148              | 46                   |
| Разом    | 493     | 112                | 312              | 69                   |